# Oliver Schwall
Oliver Schwall es un deportista alemán que compitió en vela en la clase Tornado.
Ganó tres medallas en el Campeonato Mundial de Tornado entre los años 1991 y 1993, y una medalla de bronce en el Campeonato Europeo de Tornado de 1994.

## Palmarés internacional
| \| Campeonato Mundial \| Campeonato Mundial \| Campeonato Mundial \| Campeonato Mundial \| \| Año \| Lugar \| Medalla \| Clase \| \| ------------------ \| --------------------------- \| ------------------ \| ------------------ \| \| 1991 \| Cagliari (Italia) \| Medalla de bronce \| Tornado \| \| 1992 \| Perth (Australia) \| Medalla de plata \| Tornado \| \| 1993 \| Long Beach (Estados Unidos) \| Medalla de oro \| Tornado \| \| Campeonato Europeo \| \| \| \| \| Año \| Lugar \| Medalla \| Clase \| \| 1994 \| Cagliari (Italia) \| Medalla de bronce \| Tornado \| |                             |                   |         |
| Campeonato Mundial |                             |                   |         |
| Año | Lugar                       | Medalla           | Clase   |
| 1991 | Cagliari (Italia)           | Medalla de bronce | Tornado |
| 1992 | Perth (Australia)           | Medalla de plata  | Tornado |
| 1993 | Long Beach (Estados Unidos) | Medalla de oro    | Tornado |
| Campeonato Europeo |                             |                   |         |
| Año | Lugar                       | Medalla           | Clase   |
| 1994 | Cagliari (Italia)           | Medalla de bronce | Tornado |